# Volta a lunetta
La volta a botte lunettata o semplicemente volta a lunetta, viene formata dall'unione di due volte a botte generalmente circolari di raggio diverso, ma aventi assi generalmente perpendicolari e complanari tra loro. La volta che ha il raggio maggiore, detta principale, fa da elemento copertura di un ambiente architettonico, e l'altra, quella di raggio minore, detta secondaria, utile per creare una apertura lungo la superficie della volta principale. 

## Caratteristiche geometriche
L'intersezione tra due volte a botte, eccetto il caso della volta a crociera, produce una curva quartica (curva sghemba) detta in particolare quartica digrammica.
Secondo il tipo della superficie da cui è formata la volta secondaria, la volta a botte lunettata può essere così classificata:
- Volta a botte a lunetta cilindrica (quella classica)
- Volta a botte a lunetta conica
- Volta a botte a lunetta sferica
- Volta a botte a lunetta ellissoidica
- Volta a botte a lunetta paraboloidica

In generale, la volta secondaria può essere formata da qualsiasi tipo di superficie, sia proiettiva che di rotazione.

## Caratteristiche tipologiche ed architettoniche
La volta a botte viene lunettata viene utilizzata per risolvere il principale difetto degli ambienti coperti a botte, che risultano poco luminosi a causa dello scarso spazio di parete su cui realizzare aperture, a meno di alzare molto il piano di imposta e conseguentemente avere una spinta orizzontale in una posizione difficile da contrastare. Le unghiature o lunette sono dunque funzionali alla realizzazione di aperture, soprattutto per l'illuminazione dell'ambiente voltato.
Nella maggior parte dei casi la volta a botte principale è circolare o ribassata. 
Tali tipi di volta sono stati molto utilizzati nell'architettura rinascimentale e post-rinascimentale, sia nell'architettura civile che nell'architettura religiosa.